# Chieulles
Chieulles est une commune française située dans le département de la Moselle.

## Géographie
|         | Malroy                | Charly-Oradour |
| La Maxe | Chieulles             | Vany           |
|         | Saint-Julien-lès-Metz |                |

La commune est bordée par la Moselle.

### Hydrographie
La commune est située dans le bassin versant du Rhin au sein du bassin Rhin-Meuse. Elle est drainée par la Moselle, la Moselle canalisée et le ruisseau de Malroy.
La Moselle, d’une longueur totale de 560 kilomètres, dont 315 kilomètres en France, prend sa source dans le massif des Vosges au col de Bussang et se jette dans le Rhin à Coblence en Allemagne.
La Moselle canalisée, d'une longueur totale de 135,2 km, prend sa source dans la commune de Pont-Saint-Vincent et se jette  dans la Moselle à Kœnigsmacker, après avoir traversé 61 communes.

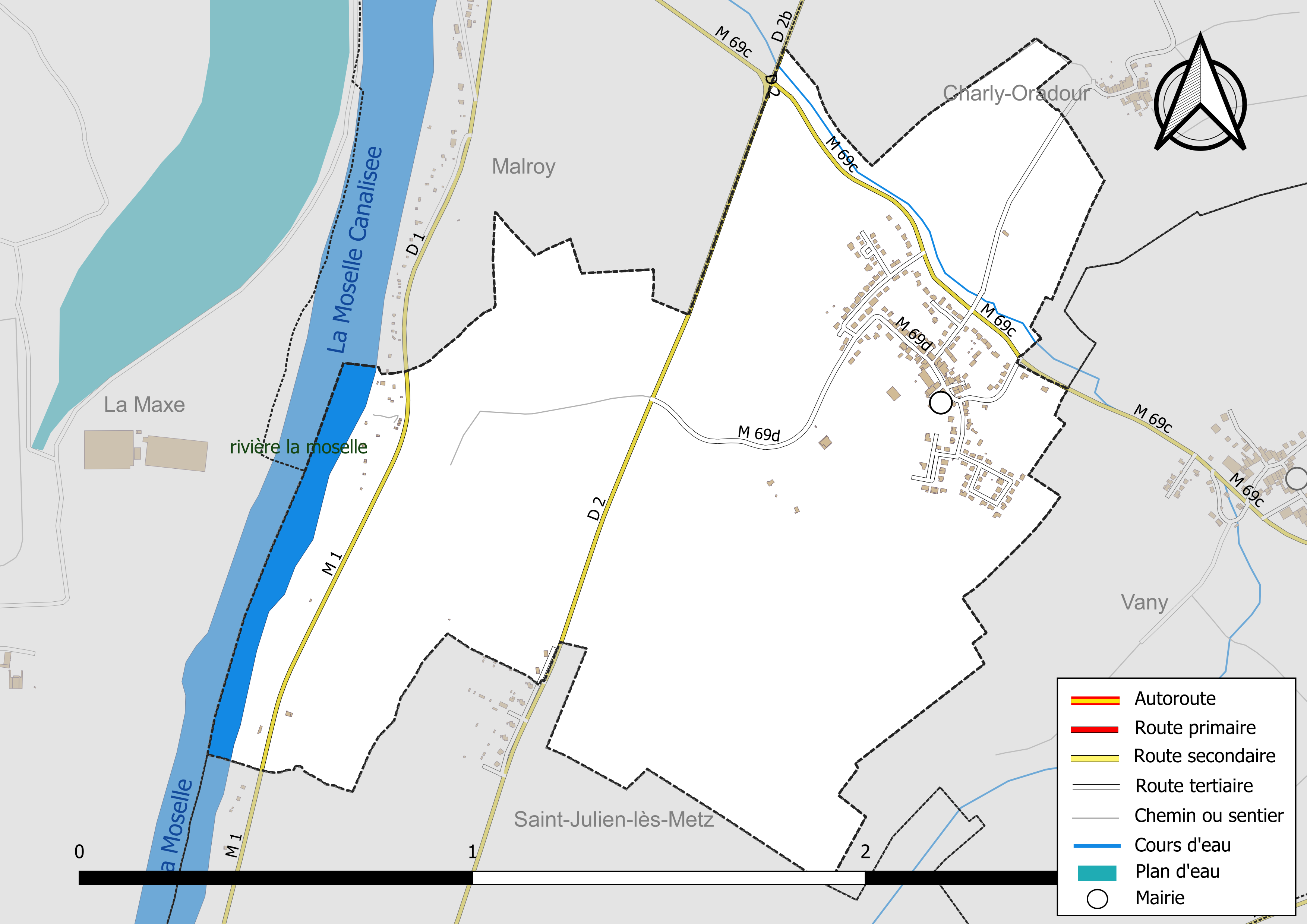
Réseaux hydrographique et routier de Chieulles.

La qualité des eaux des principaux cours d’eau de la commune, notamment de la Moselle et de la Moselle canalisée, peut être consultée sur un site spécial géré par les agences de l’eau et l’Agence française pour la biodiversité.

### Climat
Pour des articles plus généraux, voir Climat du Grand Est et Climat de la Moselle.
En 2010, le climat de la commune est de type climat des marges montargnardes, selon une étude du Centre national de la recherche scientifique s'appuyant sur une série de données couvrant la période 1971-2000. En 2020, Météo-France publie une typologie des climats de la France métropolitaine dans laquelle la commune est exposée à un climat semi-continental et est dans la région climatique  Lorraine, plateau de Langres, Morvan, caractérisée par un hiver rude (1,5 °C), des vents modérés et des brouillards fréquents en automne et hiver. 
Pour la période 1971-2000, la température annuelle moyenne est de 10 °C, avec une amplitude thermique annuelle de 16,9 °C. Le cumul annuel moyen de précipitations est de 759 mm, avec 11,8 jours de précipitations en janvier et 9,4 jours en juillet. Pour la période 1991-2020, la température moyenne annuelle observée sur la station météorologique de Météo-France la plus proche, « Malancourt », sur la commune d'Amnéville à 13 km à vol d'oiseau, est de 10,2 °C et le cumul annuel moyen de précipitations est de 884,1 mm. 
La température maximale relevée sur cette station est de 39,3 °C, atteinte le 25 juillet 2019 ; la température minimale est de −17,9 °C, atteinte le 5 janvier 1985,,. 
Les paramètres climatiques de la commune ont été estimés pour le milieu du siècle (2041-2070) selon différents scénarios d'émission de gaz à effet de serre à partir des nouvelles projections climatiques de référence DRIAS-2020. Ils sont consultables sur un site spécial publié par Météo-France en novembre 2022.

## Urbanisme

### Typologie
Au 1er janvier 2024, Chieulles est catégorisée commune rurale à habitat dispersé, selon la nouvelle grille communale de densité à sept niveaux définie par l'Insee en 2022.
Elle est située hors unité urbaine. Par ailleurs la commune fait partie de l'aire d'attraction de Metz, dont elle est une commune de la couronne,. Cette aire, qui regroupe 245 communes, est catégorisée dans les aires de 200 000 à moins de 700 000 habitants,.

### Occupation des sols
L'occupation des sols de la commune, telle qu'elle ressort de la base de données européenne d’occupation biophysique des sols Corine Land Cover (CLC), est marquée par l'importance des territoires agricoles (71,9 % en 2018), en diminution par rapport à 1990 (81,9 %). La répartition détaillée en 2018 est la suivante : 
terres arables (70,3 %), forêts (15,3 %), zones urbanisées (10 %), eaux continentales (2,7 %), prairies (1,6 %). L'évolution de l’occupation des sols de la commune et de ses infrastructures peut être observée sur les différentes représentations cartographiques du territoire : la carte de Cassini (XVIIIe siècle), la carte d'état-major (1820-1866) et les cartes ou photos aériennes de l'IGN pour la période actuelle (1950 à aujourd'hui).

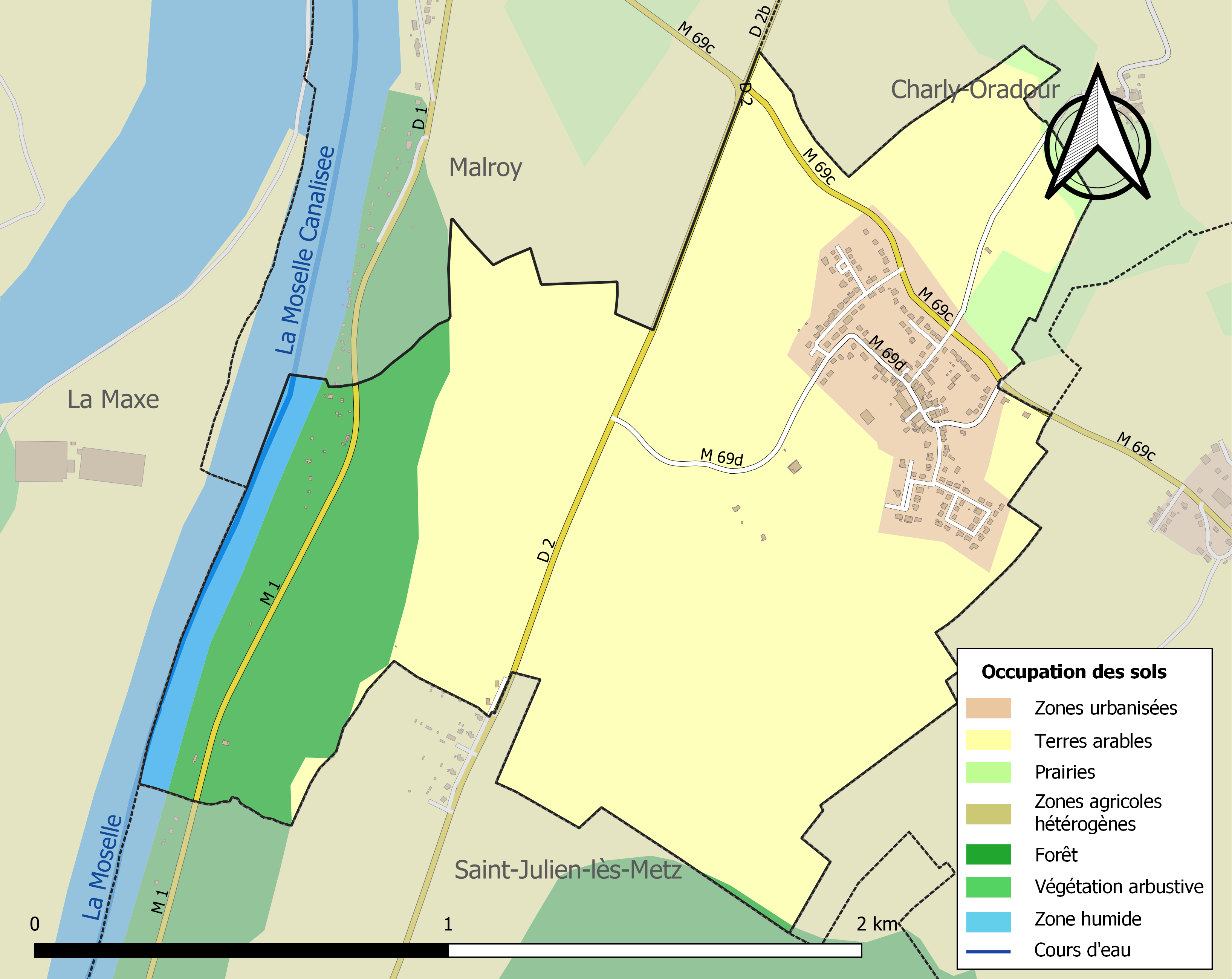
Carte des infrastructures et de l'occupation des sols de la commune en 2018 (CLC).

## Toponymie
Évolution du nom du village de Chieulles (date du document dans lequel le nom apparait) : — Xueles (1324) ; — Xuelle (1404) ; —  Xuelles (1444) ; — Xoiel (1475) ; — Chouuelle (1594) ; — Chieuse (1756) ; — Xieule (1860).

## Histoire
- Le surnom des habitants est les Chidrads ou les Baragouineurs.
- Village du Pays Messin : Haut-Chemin.
- Bien des seigneurs d'Ennery : de Heu, le Hungre, Paillat.

Le 23 septembre 1870 durant la guerre franco-prussienne eut lieu le combat de Chieulles qui opposa le 44e régiment d'infanterie de ligne aux troupes prussiennes.

## Politique et administration
| Période                                  | Période   | Identité             | Étiquette      | Qualité |
| ---------------------------------------- | --------- | -------------------- | -------------- | ------- |
| Les données manquantes sont à compléter. |           |                      |                |         |
|                                          |           | Estienne Pincemaille |                |         |
| mars 1989                                |           | Jacques Vannson      |                |         |
| mars 2001                                | mars 2008 | Jean-Louis Ballarini | sans étiquette |         |
| mars 2008                                | juin 2015 | Alain Pette          | sans étiquette |         |
| 21 juin 2015                             | En cours  | Jean-Louis BALLARINI | sans étiquette |         |

## Démographie
L'évolution du nombre d'habitants est connue à travers les recensements de la population effectués dans la commune depuis 1793. Pour les communes de moins de 10 000 habitants, une enquête de recensement portant sur toute la population est réalisée tous les cinq ans, les populations de référence des années intermédiaires étant quant à elles estimées par interpolation ou extrapolation. Pour la commune, le premier recensement exhaustif entrant dans le cadre du nouveau dispositif a été réalisé en 2007.

En 2022, la commune comptait 413 habitants, en évolution de −0,96 % par rapport à 2016 (Moselle : +0,52 %, France hors Mayotte : +2,11 %).
| 1793 | 1800 | 1806 | 1821 | 1836 | 1841 | 1861 | 1866 | 1871 |
| ---- | ---- | ---- | ---- | ---- | ---- | ---- | ---- | ---- |
| 184  | 190  | 215  | 217  | 161  | 156  | 122  | 120  | 98   |

| 1875 | 1880 | 1885 | 1890 | 1895 | 1900 | 1905 | 1910 | 1921 |
| ---- | ---- | ---- | ---- | ---- | ---- | ---- | ---- | ---- |
| 82   | 72   | 78   | 81   | 95   | 96   | 93   | 82   | 77   |

| 1926 | 1931 | 1936 | 1946 | 1954 | 1962 | 1968 | 1975 | 1982 |
| ---- | ---- | ---- | ---- | ---- | ---- | ---- | ---- | ---- |
| 92   | 92   | 89   | 74   | 98   | 89   | 78   | 120  | 203  |

| 1990 | 1999 | 2006 | 2007 | 2012 | 2017 | 2022 | - | - |
| ---- | ---- | ---- | ---- | ---- | ---- | ---- | - | - |
| 301  | 350  | 377  | 381  | 412  | 417  | 413  | - | - |

## Culture locale et patrimoine

### Lieux et monuments

#### Édifices civils
- passage d’une voie romaine ;
- maison seigneuriale avec porche ;
- calvaire aux trois têtes d’anges ;
- croix, érigée à la gloire de Dieu le 3 septembre 1773, transférée dans un pré le 3 octobre 1891 par les soins de la famille Boucher ;
- puits.

### Édifice religieux
- chapelle Saint-Jean-Baptiste, construite en 1759.

### Héraldique
| Blason de Chieulles | Blason  | D'argent au chevron d'azur, accompagné de trois pommes de pin de sinople.                              |
| Blason de Chieulles | Détails | Ce sont les armes de Pierre Michelet, commandant d’infanterie, seigneur de Chieulles au XVIIIe siècle. |